# Josef von Pöltl
Josef von Pöltl (německy Joseph Ritter von Pöltl) (31. října 1810 Klosterneuburg – 9. května 1889 Terst) byl rakousko-uherský admirál. U c. k. válečného námořnictva sloužil od roku 1827, absolvoval několik cest kolem světa a byl účastníkem několika válek. Později zastával vysoké funkce ve válečných přístavech v Pule a Terstu a v roce 1853 byl povýšen do šlechtického stavu. V roce 1881 byl penzionován v hodnosti viceadmirála.

## Biografie
Byl synem fregatního kapitána Seraphima Pöltla (1774–1822), který zemřel na tyfus na Gibraltaru při návratu z Číny. Josef studoval v letech 1822–1827 na námořní akademii v Benátkách a jako kadet vstoupil v roce 1827 k námořnictvu. V roce 1831 získal hodnost praporčíka a sloužil na různých lodích v obchodní i civilní dopravě, v roce 1833 absolvoval cestu do New Yorku. V roce 1840 se zúčastnil mezinárodního zákroku v Sýrii. V roce 1840 byl povýšen na poručíka a několikrát v doprovodu tehdejšího vrchního velitele námořnictva arcivévody Fridricha Ferdinanda navštívil Řecko a Anglii. Díky sňatku v roce 1843 získal finanční nezávislost a dočasně vystoupil ze služby u námořnictva, jako civilista působil několik let jako kontrolor finanční správy přístavu v Terstu (1843-1849). K válečnému námořnictvu znovu vstoupil během revolučních bojů v Itálii v roce 1849.
V roce 1850 získal hodnost fregatního kapitána a v letech 1850–1852 byl velitelem arzenálu v Terstu, v dalších letech byl na fregatách SMS Novara a SMS Bellona velitelem flotily v Jaderském moři. Ke dni 28. října 1854 byl povýšen na kapitána řadové lodi a přidělen k oblastnímu námořnímu velitelství v Terstu. V letech 1856–1859 byl velitelem námořní základny a pevnosti v Pule, mezitím byl k datu 19. listopadu 1858 povýšen do hodnosti kontradmirála. V roce 1859 byl krátce zástupcem vrchního velitele námořnictva arcivévody Maxmiliána a na vlajkové lodi SMS Elisabeth velitelem eskadry. V roce 1859 odešel do výslužby, ale v roce 1862 se vrátil do Terstu, kde pak dlouhodobě zastával funkci ředitele komise pro zásobování. V létě 1866 byl během války s Itálií dočasným velitelem válečného přístavu v Terstu. K datu 1. listopadu 1881 byl penzionován v hodnosti viceadmirála.
Po odchodu do výslužby žil v soukromí v Terstu, kde také zemřel a byl pohřben ve vojenské sekci hřbitova Sant'Anna.
V roce 1843 se oženil s baronkou Adelheid von Billenberg (1816–1892), s níž měl sedm dětí. Ze synů nejstarší Karl (1842–1929) sloužil také u námořnictva a dosáhl hodnosti kontradmirála.

## Tituly a ocenění
V roce 1853 byl povýšen do šlechtického stavu s titulem rytíř. Během služby u námořnictva se stal nositelem několika vyznamenání v Rakousku i zahraničí.

### Rakousko-Uhersko
- Řád železné koruny III. třídy (1840)
- Válečná medaile (1873)

### Zahraničí
- Řád slávy (1841, Osmanská říše)
- rytířský kříž Řádu nizozemského lva (1854, Nizozemsko)
- komandérský kříž Řádu Spasitele (1855, Řecko)
- rytířský kříž Leopoldova řádu (1863, Belgie)